# Radbot Klettgauski
Radbot Klettgauski, Klettgauski grof, * 985, † 30. junij 1045.
Pod njegovo vladavino je bil zgrajen grad Habsburg, rodovni sedež Habsburžanov in samostan Muri. Njegov brat  Rudolf I. je ustanovil samostan Ottmarsheim.

## Življenje
Rodil se je kot drugi sin Klettgauskega grofa Lancelina.
Kmalu po tem, ko je bil njegov stric izobčen, je Radbotu uspelo pridobiti obsežna zemljiška posestva v Alzaciji, na Švabskem in v Aargauu v Švici. S svojim možem Radbotom je Ida Lotarinška, hči vojvode Friderika Gornjelotarinškega (po drugih podatkih hči Adalberta II., grofa Saargauskega (Adalberta iz Metza) in Judite iz Öhningena (Judite Švabske)), leta 1027 ustanovila samostan Muri v Švici. Kot habsburški samostan so ga prevzeli benediktinci iz Einsiedelna. Prvi prošt Reginbold, katerega sta ustanovitelja zelo podpirala, je vodil notranjo in zunanjo strukturo nove fundacije po modelu Einsiedelna. Od začetka je imela ustanovna družina nad samostanom polno oblast.
Triladijsko romansko baziliko je 11.  oktobra 1064 posvetil škof Rumold iz Konstance. Leta 1065 je bil prošt Burkard izvoljen za prvega opata samostana Muri, s čimer so bile pretrgane pravne vezi z matičnim samostanom Einsiedeln. V isti cerkvi je pokopan Radbot z ženo.

## Legenda
Radbot, sin Lanzelina, »naj bi zgradil Habichtsburg, ne prostoren, impresiven grad s palačo, stolpiči in zavesami, ampak preprost stolp, izključno za obrambo. Legenda pravi, da je Radbot namenoma pustil svoj grad brez stražnih stolpov in zaves. Zaradi te lahkomiselnosti ga je [njegov brat,] škof Werner iz Strasbourga ostro ozmerjal, nakar je sklenil stavo s knezom cerkve: Radbot je obljubil, da bo v eni noči nadoknadil zamujeno in zagotovil svojemu gradu trdno obrambo. Ko je naslednje jutro škof stopil do okna svoje sobe, ni mogel verjeti svojim očem! Radbotovi služabniki so bili razporejeni povsod po gradu, iz strnjenih vrst pa so se kot stolpi dvigali težko oklepni jezdeci.«
»Pobožna osnova ob ustanovitvi samostana Muri je nastala na željo njegove žene Ite in je bila namenjena spravnemu dejanju. Za katere grehe se je moral Radbot odkupiti, ni znano, vendar se v tem primeru skorajda ni razlikoval od številnih drugih plemenitih samostanskih ustanoviteljev svojega časa, ki jih je poleg čiste pobožnosti vodila tudi slaba vest, da so ustrezno ukrepali za njihova ogrožena skrb za duhovno odrešitev.« 

## Radbotovi sorojenci
- Werner I. († 28. oktober 1028), Strasbourški škof
- Rudolf I. († pred 1063) ⚭ Kunigunda
- Lantholf ⚭ Ana [5]

## Potomci
⚭ Ida Lorenska (* 23. julij okrog 995; † po 1027)
- Oton I., grof Sundgauski (1015–1046), pokopan v strasbourški stolnici
- Adalbert, Adelbertus, tudi Albreht (I.)[6] (1016–1056), verjetno habsburški grof[7], umrl blizu Hüningena, pokopan v samostanu Muri
- Werner I. (* 1025; † 11. november 1096), habsburški grof ⚭ Reginlinda[7]
- Richenza Habsburška ; † pokopana v samostanu Muri; ⚭ Ulrik II. Lenzburški (* 1035 † 1081)